# Make my day (아라가키 유이의 노래)
Make my day는 2008년 7월 16일에 발매된 아라가키 유이의 첫 번째 싱글이다.

## 트랙 리스트
1. Make my day
작사, 작곡, 편곡 : Keito Blow / 편곡 : 기시무라 마사미
2. ソバニ
작사 : 아라가키 유이 / 작곡, 편곡 : 아이다 시게카즈
3. I believe
작사, 작곡, 편곡 : Keito Blow / 편곡 : 기시무라 마사미, 스즈키 유다이
4. Make my day (naked voice ver.)
작사, 작곡, 편곡 : Keito Blow
5. Make my day (instrumental)

## DVD 수록 내용

### 초회한정반B
1. オレンジ (2007.12.21 Live ver.)
2. heavenly days (2007.12.21 Live ver.)
3. そら (2007.12.21 Live ver.)

### 초회한정반C
1. PV Make my day
2. PV heavenly days (naked voice ver.)
3. PV Make my day (naked voice ver.)
4. PV Make my dayのオフショット (メイキング映像)、インタビュー "新垣結衣・20歳になって" / 오프샷 (메이킹 영상), 인터뷰 (아라가키 유이, 스무살이 되어)

## 순위
- 주간2위 (오리콘 차트)
- 2위 (사운드스캔 재팬)
- 2008년도 연간 88위 (오리콘 차트)
- 등장횟수 12회 (오리콘 차트)